# Живец
Жѝвец (на полски: Żywiec; на немски: Saybusch; чешки: Živec) е град в Южна Полша, Силезко войводство. Административен център е на Живешки окръг. Обособен е в самостоятелна градска община с площ от 50,54 км2.

## Население
Според данни от полската Централна статистическа служба, към 1 януари 2014 г. населението на града възлиза на 32 083 души. Гъстотата е 635 души/км2.